# Kostel svatého Havla (Podveky)
Kostel svatého Havla je filiální kostel barokního slohu v obci Podveky. Z návrší při okraji zástavby dominuje obci.
Původně gotický kostel je doložen roku 1350, v roce 1783 prošel pozdně barokní přestavbou. Je to orientovaná jednolodní stavba s cibulovitou bání opatřenou lucernou.
Kostel je obklopen hřbitovem obkrouženým pečlivě udržovanou ohradní zdí. Je zde pohřbena poštovní asistentka Julie Vlasáková, oběť loupežné vraždy ve slovenských Sečovcích zabitá 18. února v roce 1920.
Vně hřbitovní zdi stojí na podstavci z červeného nučického pískovce litinový kříž.
Spolu s ohradní zdí, márnicí a litinovým křížem je chráněn jako kulturní památka.
Pravidelné bohoslužby se konají každou čtvrtou sobotu v měsíci v 18 hodin (v létě) nebo v 16:30 (v zimě), poutní mše se koná okolo 16. října na den památky svatého Havla. Administrátorem je JCLic. PhDr. Mgr. Radim Cigánek.

## Galerie

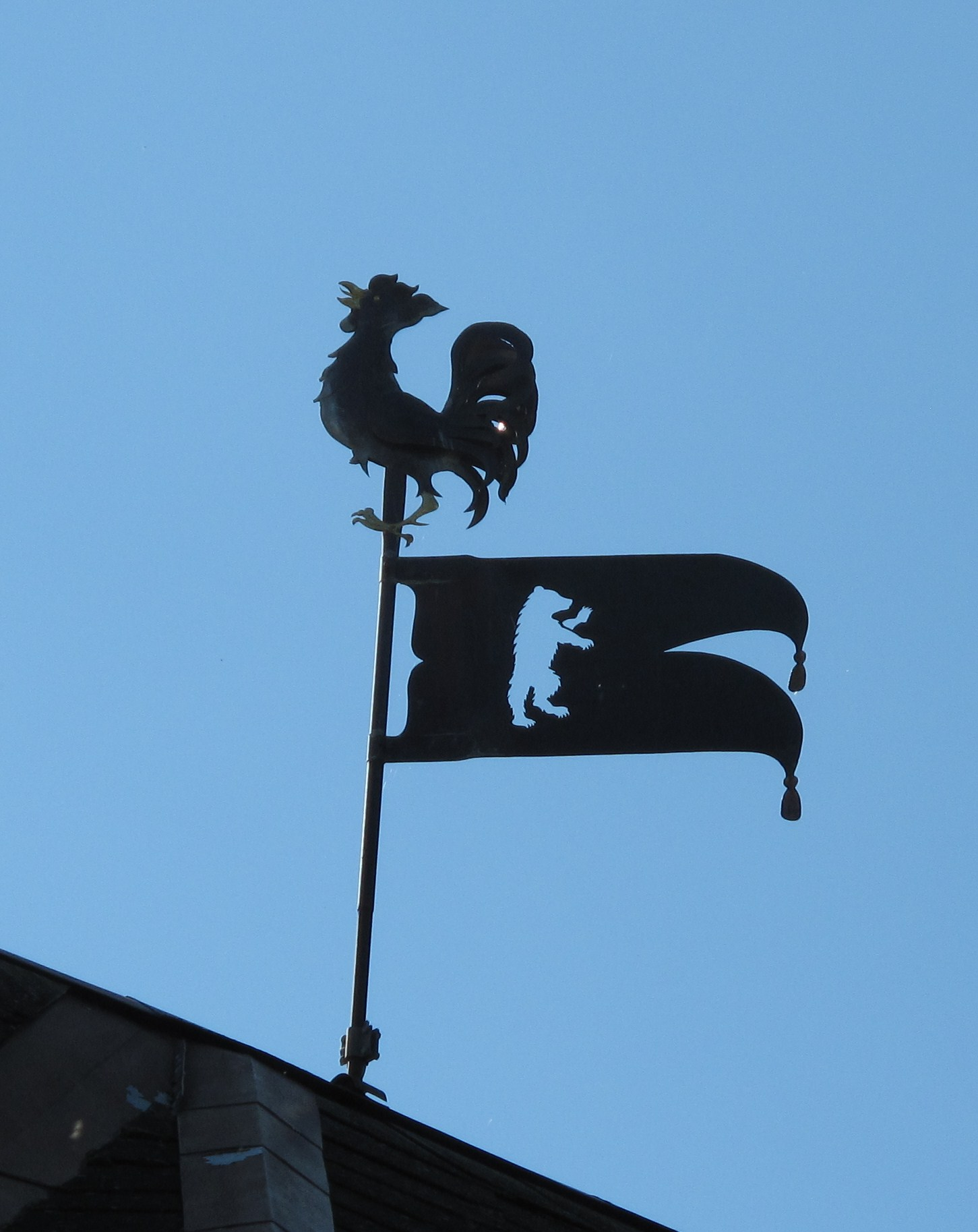
Větrná korouhev s heraldickým medvědem
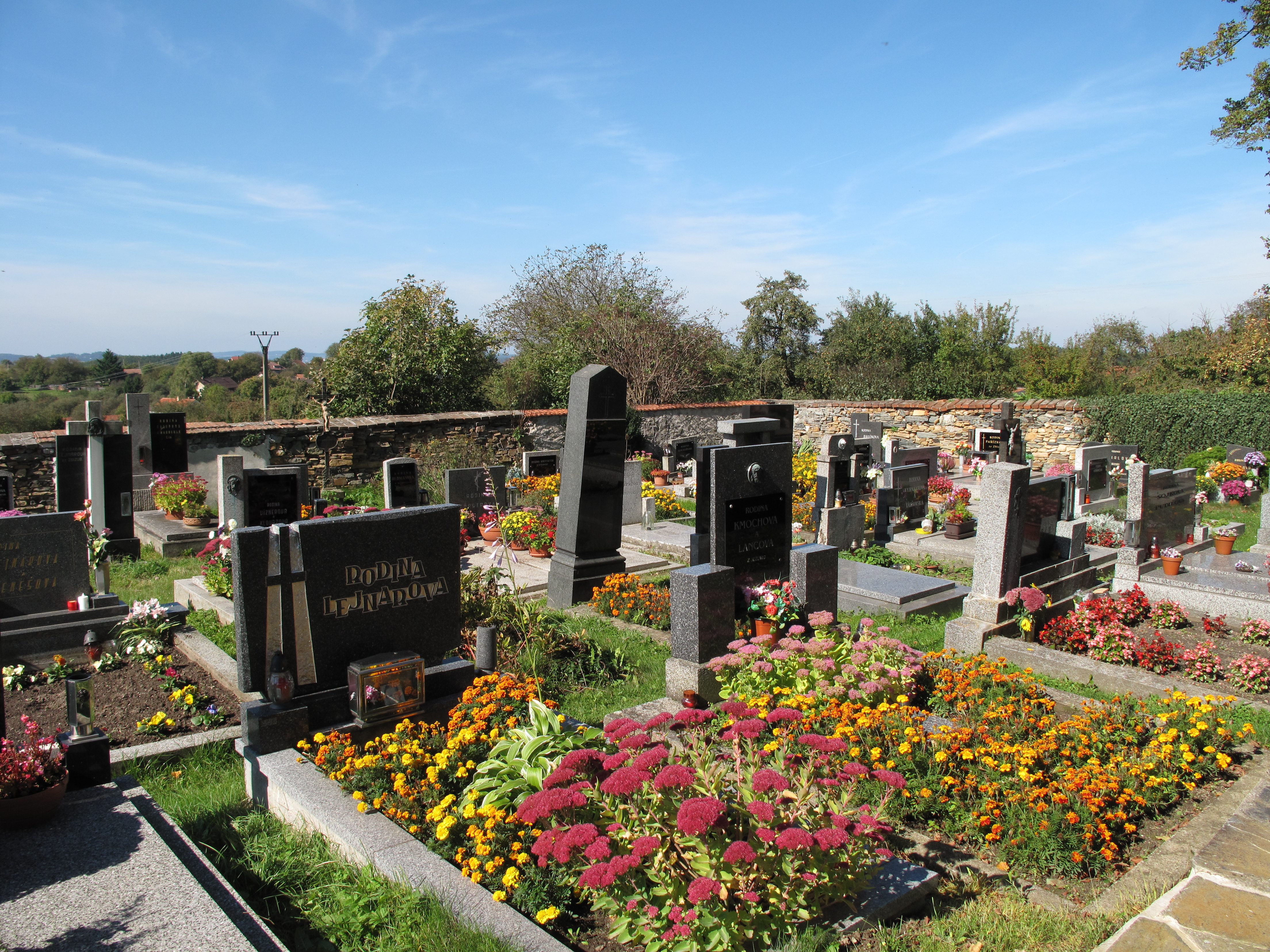
Hřbitov obklopující kostel